# The Coffinshakers
The Coffinshakers è un gruppo musicale Death Country proveniente dalla Svezia, formatasi nel 1995 dal suo Leader Rob Coffinshaker.

## Formazione
- Rob Coffinshaker - voce e chitarra
- Joe Undertaker - basso
- Andy Bones - batteria
- Fang - chitarra elettrica
- Rebecca - voce, coro

## Discografia

### Album in studio
- We Are The Undead (CD, Primitive Records) - 1999
- The Coffinshakers (CD, Cobra Records) - 2007
- Graves, release your dead - 2023

### LP
- Dark Wings Over Finland (10"/MCD, Solardisk, 2001 / 2002)
- Dark Wings Over Finland (MCD, Psychedelica Records, 2007)

### 7"
- Dracula Has Risen from the Grave (EP, Primitive Art Records, 1996 / 2003)
- Black Sunday (Primitive Art Records, 1998)
- Halloween (EP, Re-Animator Records, USA 2000)
- Until the End (Primitive Art Records, 2001)
- Pale Man in Black (Primitive Art Records, 2001)
- Return of the Vampire (EP, Incognito/Sure Shot Records, 2003)

### Demo
- Bad Moon Over Transylvania (Demo, 1995)